# Polska kolęda patriotyczna
Polska kolęda patriotyczna – pojawiła się w Polsce w latach 30. XIX wieku, w okresie powstania listopadowego. Już w XVIII wieku kolęda nabrała charakteru łączonego z tradycyjnymi wartościami polskimi. Od powstania listopadowego patriotyczne kolędy powstawały regularnie – podczas innych powstań (styczniowe), wojen (legionowe) i czasów PRL (kolędy robotnicze lat 70., kolędy internowanych stanu wojennego itp.).
Pod wpływem różnych wydarzeń twórcy (zazwyczaj anonimowi) pisali nowe teksty, dostosowując je do melodii klasycznych kolęd. W czasach szczególnie tragicznych dla Polski powstawały kolędy smutne i rozpaczliwe. W innych czasach widoczna jest w nich głęboka wiara w szczęśliwą przyszłość i opatrzność Bożą. Często widoczna jest też satyra i poważna krytyka wad ustroju politycznego i stosunków międzyludzkich.